# Philip Ward
Sir Philip John Newling Ward (10 luglio 1924 – 6 gennaio 2003) è stato un generale inglese.

## Biografia
Era il figlio di G. W. N. Ward e studiò presso la Monkton Combe School vicino a Bath.

## Carriera
Entrò nelle Welsh Guards nel 1943 e servì nel II Battaglione della ricognizione corazzati, equipaggiato con carri armati Cromwell, durante la campagna in Europa nord-occidentale della Guards Armoured Division. Prese parte all'Operazione Goodwood e ai combattimenti successivi nella campagna del bocage e la linetta corazzata a Bruxelles. Si credette che era uno dei carri armati che fu tra i primi ad entrare a Bruxelles il 3 settembre 1944, prima di andare a Nimega. Il battaglione ha sofferto molte perdite durante i primi mesi della campagna.
Fu aiutante del Eaton Hall Infantry Officer Cadet School (1950-1952) e della Royal Military Academy Sandhurst (1960-1962), prima di essere nominato maggiore di brigata della Household Division e London District nel 1962. In questo ultimo incarico che è stato responsabile di orchestrare tutti gli eventi cerimoniali, in cui sono stati coinvolti la Household Cavalry e Foot Guards, dall'annuale Trooping the Colour e il compleanno ufficiale della regina.
Dopo aver comandato il I Welsh Guards, trovò lavoro nel Ministero della difesa e pensò di lasciare l'esercito quando, di punto in bianco, fu nominato comandante delle forze armate, con il grado di brigadiere nel 1969.
Nel 1973 venne promosso a Maggiore generale commanding the Household Division e General Officer Commanding London District. Nel 1976 divenne comandante della Royal Military Academy Sandhurst.

## Morte
Nel 1979 si ritirò. È stato direttore degli affari pubblici presso l'International Distillers & Vintners, presidente di Peter Hamilton (1986-1990) e un direttore di W&A Gilbey Security Consultants (1983-1989).
È stato High Sheriff of West Sussex (1985-1986) e vice tenente dal 1981. In seguito divenne Lord luogotenente del West Sussex (1994-1999), dopo essere stato Vice Lord luogotenente della contea (1990-1994).  Fu presidente del South of England Agricultural Society (1994–1995) e D-Day and Normandy Fellowship (1990-2001).
Nel 1948 sposò Pamela Ann Glennie dalla quale ebbe tre figli.
Morì il 6 gennaio 2003.